# Chambre de commerce et d'industrie polonaise en France
La Chambre de commerce et d'industrie polonaise en France a été créée sous sa forme actuelle en 1994 pour faciliter le développement des entreprises des deux pays souhaitant développer des affaires avec le second. Elle s'est fixé comme objet d'informer et de conseiller les entreprises intéressées, s'adaptant au mieux aux différents besoins exprimés.
Elle contribue à animer la communauté d'affaires franco-polonaises à travers l'organisation de manifestations (tables rondes, déjeuners-débats...) et la fourniture de services en appui aux entreprises.
Elle contribue à la promotion des relations franco-polonaises et la diffusion d'informations par la publication d'un bulletin régulier.